# Adekunle Gold
Adekunle Almoruf Kosoko, né le 28 janvier 1987, connu professionnellement sous le nom d' Adekunle Gold et AG Baby, est un chanteur et auteur-compositeur nigérian Afrobeats actuellement signé chez Def Jam Recordings,. Il attire l'attention généralisée après avoir sorti le single "Sade" de 2015, une reprise highlife de " Story of My Life " de One Direction. Il signe un contrat d'enregistrement avec YBNL Nation et sort son premier album studio Gold en 2015, qui a fait ses débuts au numéro 7 du palmarès Billboard World Albums. Gold a été précédé par la sortie de trois singles : "Sade", "Orente" et "Pick Up". Adekunle Gold révèle à Nigerian Entertainment Today qu'avant de signer avec YBNL, il avait conçu le logo officiel du label et réalisé d'autres designs pour Lil Kesh, Viktoh et Olamide.

## Biographe

### Éducation
Il est titulaire d'un diplôme national supérieur en arts et design de l'école polytechnique de l'État de Lagos.

### Carrière

#### 2010-2014: débuts de carrière
En grandissant, Adekunle développe un intérêt pour la musique en écoutant des chansons de King Sunny Ade et Ebenezer Obey. Il devient membre de la chorale junior de son église pendant son adolescence et écrit sa première chanson à l'âge de 15 ans. En 2014, Adekunle se lance en solo après s'être séparé d'un groupe de musique qu'il avait formé avec un ami à l'école. Il est surnommé le "roi de Photoshop" après avoir publié une image photoshop modifiée de lui étreignant Tiwa Savage sur les plateformes de médias sociaux. Le 19 décembre 2014, il sort « Sade », une reprise de « Story of My Life » des One Direction. La chanson a été acclamée par la critique et a été nommée pour la meilleure chanson alternative aux Headies 2015,.

#### Depuis 2015

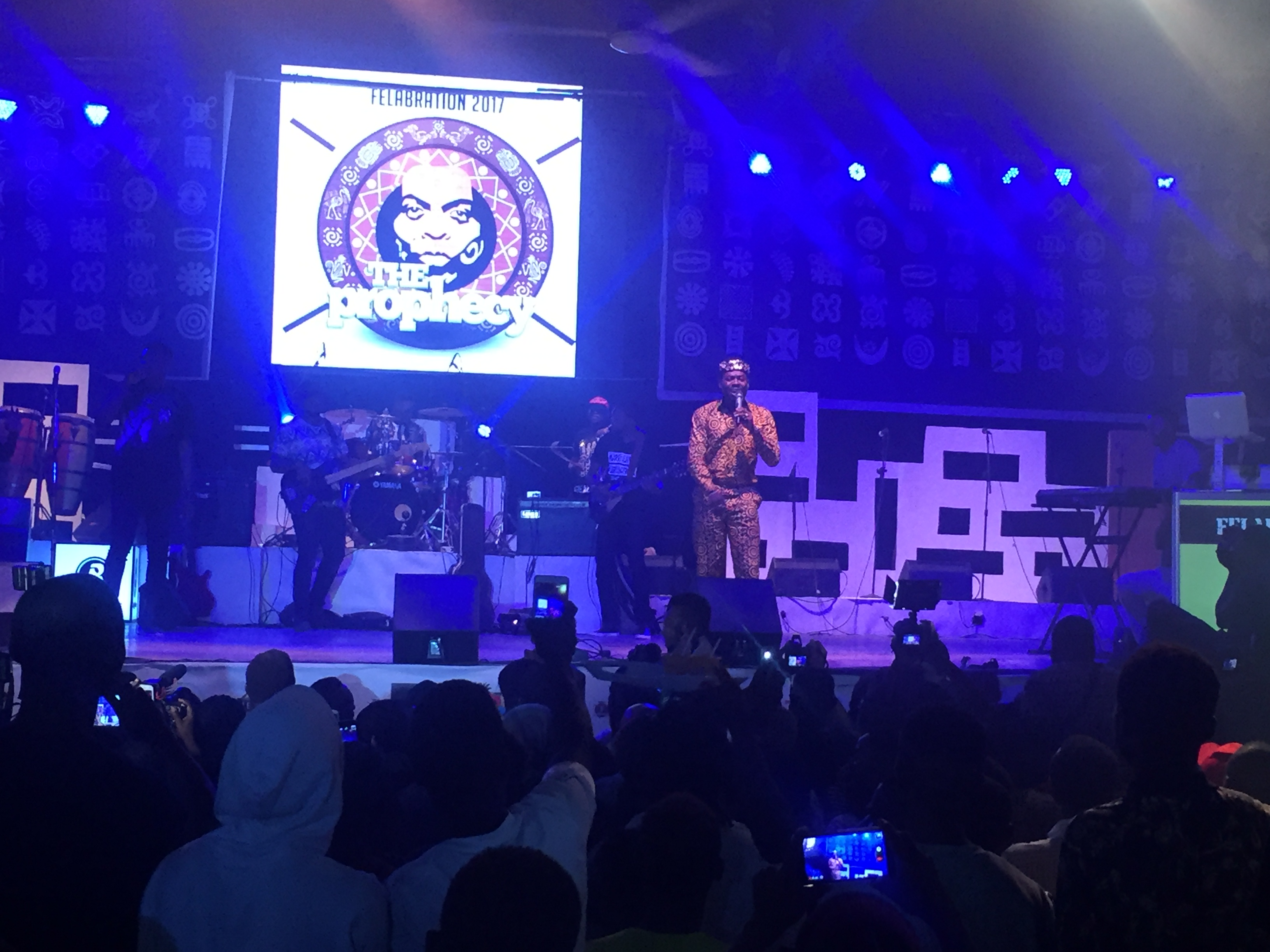
Adekunle Gold se produisant à Felabration en 2017, UzomediaTV

Après la sortie de "Sade", Adekunle a sorti son premier single officiel intitulé "Orente" via YBNL Nation après avoir signé un contrat de musique avec le label le 5 mars 2015,. Il a été nommé dans la catégorie Acte le plus prometteur de l'année aux City People Entertainment Awards 2015. Le 18 juillet 2016, Adekunle Gold a révélé la couverture et la liste des titres de son premier album studio intitulé Gold. L'album est un projet de 16 titres, avec une production musicale de Pheelz, Masterkraft, B Banks, Sleekamo, Oscar et Seyikeyz. Il est sorti le 25 juillet, trois jours avant la date de sortie initialement prévue. À sa sortie, il a culminé à la 7e place du Billboard World Album Chart pour la semaine du 13 août 2016. De plus, il a été revu par des critiques de musique contemporaine,. À la suite de son départ de YBNL Nation en raison de l'expiration de son contrat, Adekunle Gold a dévoilé son groupe "The 79th Element" en référence au numéro atomique de l'or. Le 15 janvier 2018, Unity Bank a dévoilé Adekunle Gold comme ambassadeur de sa marque. Adekunle Gold sort son album très attendu 'Afro Pop Vol. 1' le 21 août 2020.
De plus, l'album "Catch Me If You Can" n'est rien de moins que le meilleur et les crédits de production musicale incluent: Seyifunmi, Davayo, Rymez, Lekka, TMXO, Tay Iwar, Blaise Beatz, Kali, Que Beats et Spax.
En mars 2023, Adekunle Gold signE avec Def Jam Recordings. Dans une déclaration avec Billboard, le PDG de Def Jam Recordings, Tunji Balogun a annoncé qu'Adekunle Gold avait signé avec Def Jam,,.

## Vie privée
Adekunle a épousé Simi en janvier 2019. Ils se fréquentaient depuis cinq ans. Ils ont eu une fille en mai 2020.
Le chanteur a été accusé d'infidélité avec une vidéaste populaire, Teminikan. L'affaire a été mentionnée pour la première fois le 21 mars 2021 par un blogueur connu sous le nom de GistLover, qui a publié la photo de la vidéaste sur la page Instagram de son blog, l'avertissant de ne pas s'approcher de lui. Des captures d'écran également postées sur la page Instagram du blogueur le même jour ont confirmé l'accusation du blogueur et impliqué que sa femme Simi était au courant des infidélités de son mari.
Le 15 juillet 2022, Gold annonce qu'il se battait depuis l'enfance contre la drépanocytose, ce qui lui a inspiré sa nouvelle chanson intitulée 5 Star.

## Discographie

### Albums
- 2016 Gold
- 2018 About 30
- 2020 Afro Pop Vol. 1
- 2022 Catch Me If You Can

### Singles
- 2014 Sade
- 2014 Temptation
- 2015 Orente
- 2015 Pick Up
- 2016 No Forget feat Simi
- 2016 Ariwo Ko
- 2016 Friend Zone
- 2016 Nurse Alabere
- 2016 Ready
- 2016 My Life
- 2016 Nurse Alabere
- 2016 Friend Zone
- 2016 Work
- 2016 Beautiful Night
- 2016 Fight For You
- 2016 Sweet Me
- 2016 Paradise
- 2017 Call on me
- 2017 Only Girl feat Moelogo
- 2017 Money
- 2018 Ire
- 2018 Damn Delilah
- 2019 Before You Wake Up
- 2019 Young love
- 2014 Kelegbe Megbe
- 2020 Jore feat Kizz Daniel
- 2020 Something Different
- 2020 AG Baby feat Nailah Blackman[29]
- 2021 It Is What It Is
- 2021 Sinner
- 2021 High feat Davido[30]
- 2022 Mercy
- 2022 5 Star
- 2022 Party No Dey Stop feat Zinoleesky (2023)[31]

## Récompenses et nominations
| Année | Remise des prix                             | Prix                                  | Récipiendaire/Travail nommé | Résultat   | Réf                                                  |
| ----- | ------------------------------------------- | ------------------------------------- | --------------------------- | ---------- | ---------------------------------------------------- |
| 2015  | Prix du divertissement nigérian             | Meilleur nouvel acte                  | Lui-même                    | Lauréat    |                                                      |
| 2016  | Prix du divertissement nigérian             | Meilleure chanson                     | Pick Up                     | Lauréat    |                                                      |
| 2016  | Prix du divertissement nigérian             | Meilleur nouvel acte à surveiller     | Lui-même                    | Lauréat    |                                                      |
| 2016  | Les têtes                                   | Meilleure chanson alternative         | Sadé                        | Lauréat    |                                                      |
| 2017  | Prix du divertissement des gens de la ville | Album de l'année                      | Lui-même                    | Lauréat    |                                                      |
| 2017  | Prix du divertissement des gens de la ville | Collabo de l'année                    | Lui-même et Simi            | Lauréat    |                                                      |
| 2017  | IARA                                        | Meilleur artiste de musique africaine | "Lui-même"                  | Lauréat    |                                                      |
| 2021  | Honneurs nets                               | Musicien le plus populaire            | "Lui-même"                  | Nomination | [ 32 ]                                               |
| 2021  | Honneurs nets                               | Chanson RnB la plus jouée             | Pami                        | Nomination | (DJ Tunez featuring Wizkid Adekunle Gold & Omah Lay) |